# Jerome Robbins

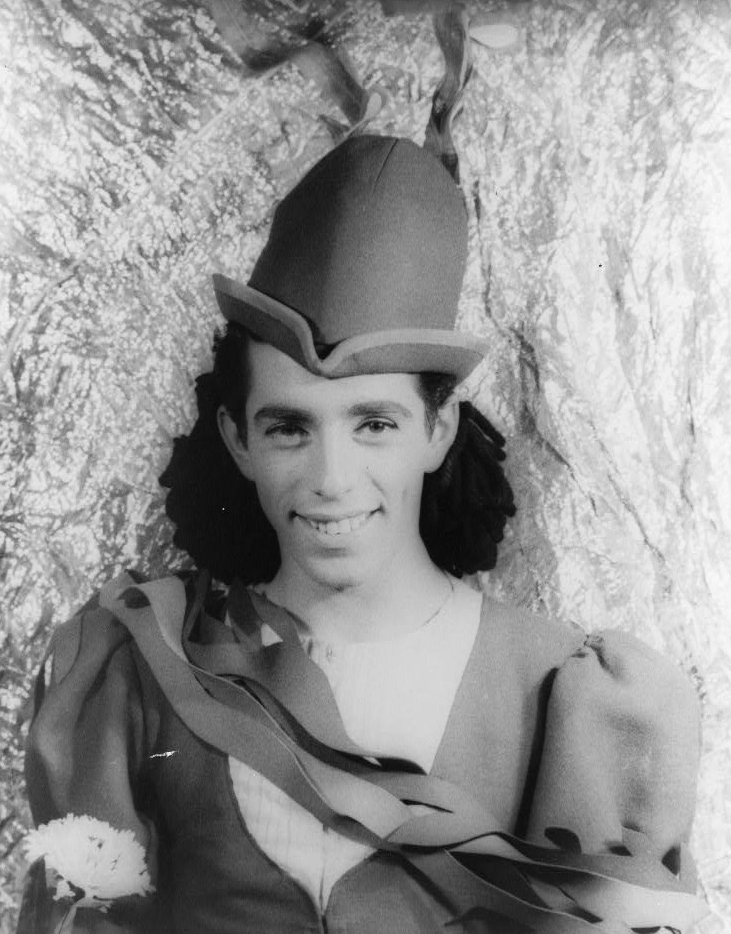
Jerome Robbins

Jerome Robbins, egentligen Jerome Rabinowitz den 11 oktober 1918 på Manhattan i New York, död 29 juli 1998 på Manhattan i New York, var en amerikansk koreograf, regissör och dansare.

## Biografi
Robbins var aktiv vid bland annat City Ballet och Ballet Theatre i New York. Bland hans baletter märks The Cage (1951) och En fauns eftermiddag (1953). Han har också gjort koreografin till West Side Story (1957).

## Filmografi (urval)
- 1993 – Gypsy (koreografi)
- 1971 – Spelman på taket (koreografi)
- 1961 – West Side Story (regi, manus och koreografi)